# Limone Extreme
La Limone Extreme est une épreuve de skyrunning disputée à Limone sul Garda en Lombardie depuis 2011.

## Histoire
La course voit le jour en 2011 dans le cadre de la course de VTT Limone BikeXtreme sur un parcours proche de cette dernière. L'essai est une réussite avec environ 200 coureurs au départ,. Fort de ce succès, les organisateurs décident de tout miser sur la course de skyrunning et abandonnent la manifestation cycliste en 2012. La course devient alors la Limone Extreme. Une épreuve de kilomètre vertical courue en soirée, le Vertical Grèste de la Mughéra est ajouté à l'événement qui rejoint le calendrier des championnats italiens de skyrunning.
L'événement connaît rapidement une reconnaissance internationale en intégrant le calendrier de la Skyrunner World Series 2013.
L'édition 2017 accueille les championnats d'Europe de skyrunning pour l'épreuve du kilomètre vertical. Déjà vainqueurs l'année précédente, Philip Götsch et Christel Dewalle décrochent le titre de la spécialité. Ce dernier compte également au calendrier de la saison inaugurale du Vertical Kilometer World Circuit.
En 2019, l'événement accueille la finale de la Skyrunner World Series sur une course dédiée, la SkyMasters. Cette dernière emprunte un parcours modifié à 27 km avec une ascension inédite au Monte Carone tandis que la traditionnelle SkyRace se déroule sur un parcours raccourci à 22,2 km,. Le Japonais Ruy Ueda remporte la course et le classement général chez les hommes. La Roumaine Denisa Dragomir remporte la victoire devant Sheila Avilés qui s'impose au classement général.
L'édition 2020 est annulée en raison de la pandémie de Covid-19.
L'édition 2023 accueille à nouveau la finale SkyMasters de la Skyrunner World Series. Contrairement à 2019, cette dernière n'est pas courue de manière séparée mais est intégrée à la SkyRace qui a lieu en format « Open ».
L'édition 2024 est annulée pour des raisons techniques et organisationnelles.

## Parcours

### SkyRace
Le départ est donné à Limone sul Garda au bord du lac de Garde. Le parcours longe le lac jusqu'à la cascade de Sopino où il emprunte le chemin escarpé menant à la Cima di Mughera. Le parcours redescend ensuite sur le Pass Nota avant de remonter sur le Monte Carone à 1 621 m d'altitude. Il longe ensuite la crête jusqu'à la Corna Vecchia puis redescend sur le Monte Preals et jusqu'à Limone sul Garda où est donnée l'arrivée. Il mesure 22,2 km pour 2 100 m de dénivelé positif et négatif.
En 2015, le parcours est légèrement modifé en raisons de violents orages ayant eu lieu les jours précédents la course. La distance reste identique mais les coureurs doivent affronter 800 m de dénivelé supplémentaires.
En raison des conditions météorologiques difficiles, un tracé alternatif est utilisé en 2016. Il ne monte pas jusqu'au Monte Carone mais bifurque avant pour redescendre en direction de Limone sul Garda. Il effectue ensuite une boucle sous la Cima di Mughera et remonte au Monte Preals avant de finalement redescendre sur Limone. Il mesure 27,4 km pour 2 450 m de dénivelé positif et négatif.
En 2017 et 2018, le parcours de 2016 est réutilisé et rallongé à 29 km.
Le parcours SkyMasters effectue une boucle supplémentaire sous la Cime di Mughera avant de rejoint le Passo Nota.

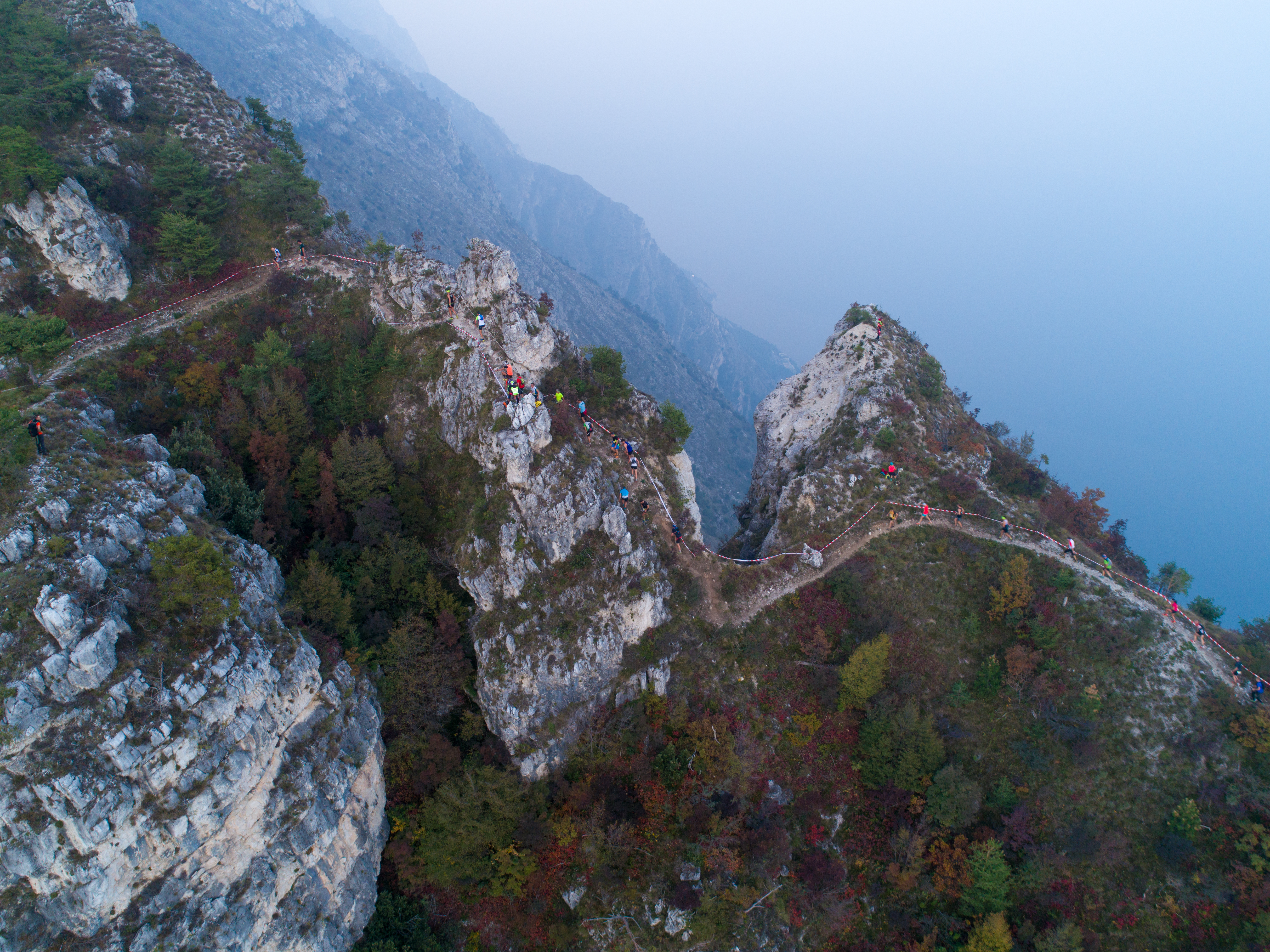
Montée à la Cima di Mughera
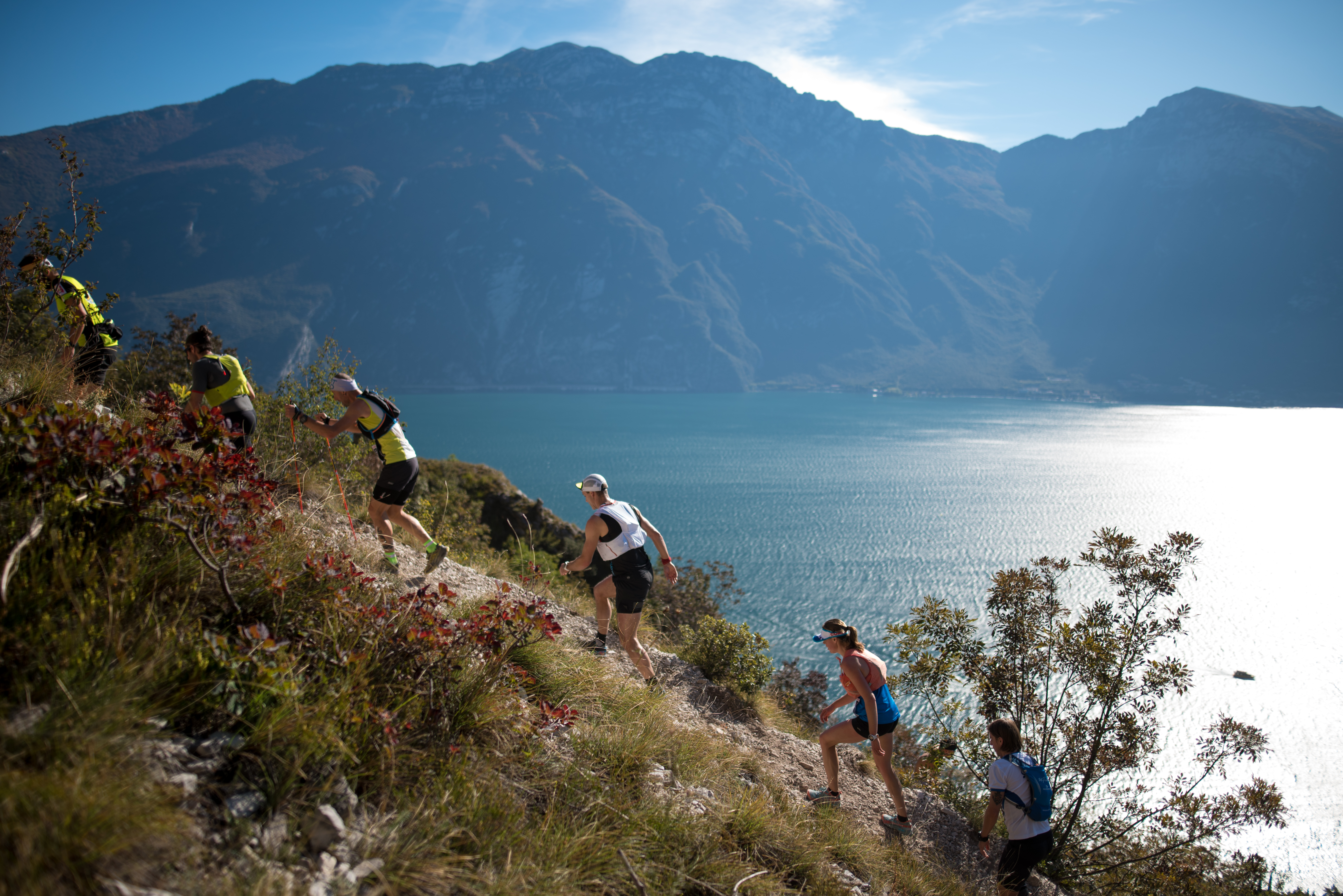
Coureurs avec vue sur le lac de Garde
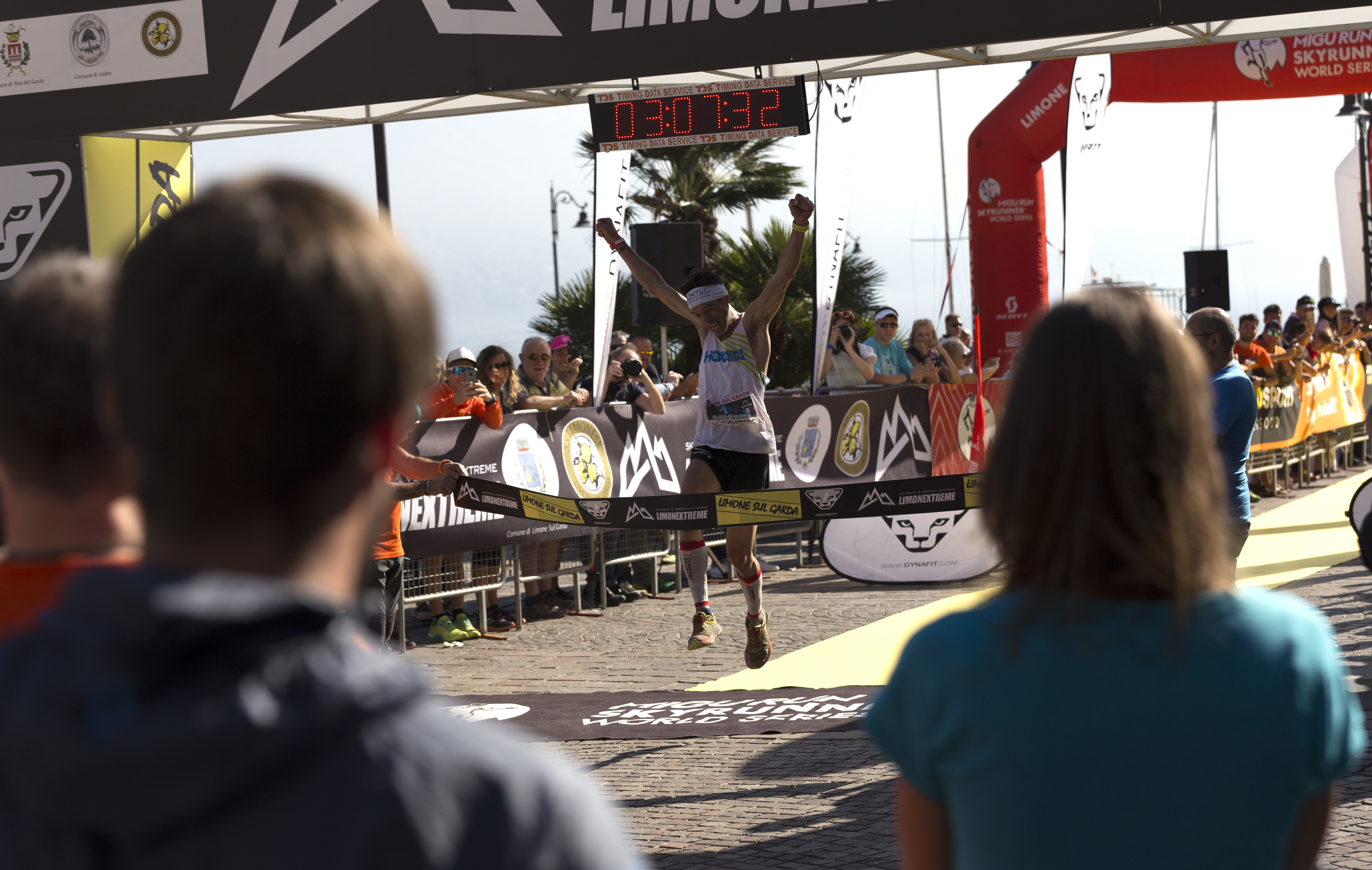
Arrivée victorieuse de Marco De Gasperi

### Vertical Grèste de la Mughéra
Le départ est donné à Limone sul Garda au bord du lac de Garde. Le parcours rejoint les flancs de la Cima di Mughera où il longe la crête jusqu'au sommet. Il mesure 3,08 km pour 1 080 m de dénivelé positif.

## Vainqueurs

### SkyRace
| Édition | Date | Hommes                                              | Hommes                                              | Hommes                                              | Femmes                                              | Femmes                                              | Femmes                                              |
| ------- | ---- | --------------------------------------------------- | --------------------------------------------------- | --------------------------------------------------- | --------------------------------------------------- | --------------------------------------------------- | --------------------------------------------------- |
|         |      | Rang                                                | Athlète                                             | Temps                                               | Rang                                                | Athlète                                             | Temps                                               |
| 1re     | 2011 | 1er                                                 | Daniele Cappelletti                                 | 2 h 16 min 41 s                                     |                                                     | Cinzia Bertasa                                      | 3 h 6 min 41 s                                      |
| 2e      | 2012 | 1er                                                 | Marco De Gasperi                                    | 2 h 13 min 34 s                                     | 21e                                                 | Debora Cardone                                      | 3 h 2 min 8 s                                       |
| 3e      | 2013 | 1er                                                 | Kílian Jornet                                       | 2 h 17 min 3 s                                      | 52e                                                 | Stevie Kremer                                       | 2 h 46 min 13 s                                     |
| 4e      | 2014 | 1er                                                 | Petro Mamu                                          | 2 h 14 min 25 s                                     | 42e                                                 | Maite Maiora                                        | 2 h 47 min 5 s                                      |
| 5e      | 2015 | 1er                                                 | Rémi Bonnet                                         | 2 h 45 min 25 s                                     | 32e                                                 | Laura Orgué                                         | 3 h 18 min 50 s                                     |
| 6e      | 2016 | 1er                                                 | Alexis Sévennec                                     | 2 h 46 min 49 s                                     | 46e                                                 | Megan Kimmel                                        | 3 h 17 min 53 s                                     |
| 7e      | 2017 | 1er                                                 | Marco De Gasperi — 2e victoire                      | 3 h 7 min 32 s                                      | 22e                                                 | Tove Alexandersson                                  | 3 h 31 min 11 s                                     |
| 8e      | 2018 | 1er                                                 | Davide Magnini                                      | 2 h 59 min 24 s                                     | 31e                                                 | Tove Alexandersson — 2e victoire                    | 3 h 31 min 36 s                                     |
| 9e      | 2019 | 1er                                                 | Luka Kovačič                                        | 2 h 21 min 23 s                                     | 45e                                                 | Primitive Niyorora                                  | 2 h 54 min 15 s                                     |
| -       | 2020 | Course annulée en raison de la pandémie de Covid-19 | Course annulée en raison de la pandémie de Covid-19 | Course annulée en raison de la pandémie de Covid-19 | Course annulée en raison de la pandémie de Covid-19 | Course annulée en raison de la pandémie de Covid-19 | Course annulée en raison de la pandémie de Covid-19 |
| 10e     | 2021 | 1er                                                 | Nadir Maguet                                        | 2 h 23 min 3 s                                      | 55e                                                 | Denisa Dragomir                                     | 2 h 55 min 23 s                                     |
| 11e     | 2022 | 1er                                                 | Roberto Delorenzi                                   | 2 h 25 min 43 s                                     | 30e                                                 | Fabiola Conti                                       | 2 h 59 min 16 s                                     |
| 12e     | 2023 | 1er                                                 | Roberto Delorenzi — 2e victoire                     | 2 h 23 min 18 s                                     | 47e                                                 | Sara Alonso                                         | 2 h 56 min 20 s                                     |

### Vertical Grèste de la Mughéra
| Édition | Date | Hommes                                              | Hommes                                              | Hommes                                              | Femmes                                              | Femmes                                              | Femmes                                              |
| ------- | ---- | --------------------------------------------------- | --------------------------------------------------- | --------------------------------------------------- | --------------------------------------------------- | --------------------------------------------------- | --------------------------------------------------- |
|         |      | Rang                                                | Athlète                                             | Temps                                               | Rang                                                | Athlète                                             | Temps                                               |
| 1re     | 2012 | 1er                                                 | Damiano Lenzi                                       | 41 min 10 s                                         | 28e                                                 | Laura Gaddo                                         | 56 min 30 s                                         |
| 2e      | 2013 | 1er                                                 | Urban Zemmer                                        | 37 min 11 s                                         | 37e                                                 | Laura Orgué                                         | 46 min 10 s                                         |
| 3e      | 2014 | 1er                                                 | Kílian Jornet                                       | 37 min 27 s                                         | 26e                                                 | Christel Dewalle                                    | 44 min 51 s                                         |
| 4e      | 2015 | 1er                                                 | Rémi Bonnet                                         | 43 min 51 s                                         | 31e                                                 | Christel Dewalle — 2e victoire                      | 50 min 48 s                                         |
| 5e      | 2016 | 1er                                                 | Philip Götsch                                       | 43 min 19 s                                         | 29e                                                 | Christel Dewalle — 3e victoire                      | 50 min 0 s                                          |
| 6e      | 2017 | 1er                                                 | Philip Götsch — 2e victoire                         | 36 min 23 s                                         | 39e                                                 | Christel Dewalle — 4e victoire                      | 45 min 52 s                                         |
| 7e      | 2018 | 1er                                                 | Rémi Bonnet — 2e victoire                           | 36 min 2 s                                          | 23e                                                 | Judith Wyder                                        | 43 min 47 s                                         |
| 8e      | 2019 | 1er                                                 | Luka Kovačič                                        | 37 min 38 s                                         | 19e                                                 | Ilaria Veronese                                     | 48 min 18 s                                         |
| -       | 2020 | Course annulée en raison de la pandémie de Covid-19 | Course annulée en raison de la pandémie de Covid-19 | Course annulée en raison de la pandémie de Covid-19 | Course annulée en raison de la pandémie de Covid-19 | Course annulée en raison de la pandémie de Covid-19 | Course annulée en raison de la pandémie de Covid-19 |
| 9e      | 2021 | 1er                                                 | Elhousine Elazzaoui                                 | 38 min 27 s                                         | 11e                                                 | Andrea Mayr                                         | 42 min 43 s                                         |
| 10e     | 2022 | 1er                                                 | Marcello Ugazio                                     | 37 min 50 s                                         | 20e                                                 | Camilla Magliano                                    | 47 min 23 s                                         |
| 11e     | 2023 | 1er                                                 | Tiziano Moia                                        | 38 min 2 s                                          | 26e                                                 | Jessica Pardin                                      | 47 min 17 s                                         |

### SkyMasters
| Catégorie | Premier         | Deuxième           | Troisième        | Vainqueur général 2019 |
| --------- | --------------- | ------------------ | ---------------- | ---------------------- |
| Hommes    | Ruy Ueda        | Oriol Cardona Coll | Christian Mathys | Ruy Ueda               |
| Femmes    | Denisa Dragomir | Sheila Avilés      | Marcela Vašínová | Sheila Avilés          |

| Catégorie | Premier           | Deuxième        | Troisième              | Vainqueur général 2023 |
| --------- | ----------------- | --------------- | ---------------------- | ---------------------- |
| Hommes    | Roberto Delorenzi | Manuel Merillas | Antonio Martínez Pérez | Antonio Martínez Pérez |
| Femmes    | Sara Alonso       | Karina Carsolio | Olivia Magnone         | Clémentine Geoffray    |